# Zastavne, Sokal
Zastavne (în ucraineană Заставне) este un sat în orașul raional Uhniv din raionul Sokal, regiunea Liov, Ucraina.

## Demografie
Componența lingvistică a localității Zastavne
     Ucraineană (100%)
Conform recensământului din 2001, toată populația localității Zastavne era vorbitoare de ucraineană (100%).